# Арановский, Марк Генрихович
Марк Ге́нрихович Арано́вский (25 августа 1928 — 16 декабря 2009) — советский и российский музыковед. Доктор искусствоведения, профессор. Заслуженный деятель искусств Российской Федерации (1999).

## Биография
Родился в семье инженера-экономиста Генриха Григорьевича Арановского и его жены Пановко Софьи Ильиничны. Племянник Пановко Я. Г.. Окончил Ленинградскую консерваторию (1952), ученик Эмилии Фрид, затем в 1966 г. окончил аспирантуру Ленинградского института театра, музыки и кинематографии (диссертация «Мелодический стиль Сергея Прокофьева»). Доктор искусствоведения (1981, диссертация «Русская симфония послевоенного времени»). В 1966—1980 гг. старший научный сотрудник Ленинградского института театра, музыки и кинематографии, с 1980 г. работал в НИИ искусствознания в Москве (с 1991 г. заведующий отделом музыки, с 1993 г. профессор).
Основные труды посвящены истории и современной практике русского симфонизма. Первая книга, «Мелодика Прокофьева» (на основе кандидатской диссертации), вышла в 1969 году, за ней последовали «Симфонические искания» (1979), «Синтаксическая структура мелодии» (1991), «Музыкальный текст. Структура и свойства» (1998). Подготовил факсимильное издание, транскрипцию и музыковедческий комментарий «Первоначального плана» оперы М. И. Глинки «Руслан и Людмила» (2004).